# Silius Italicus
Tiberius Catius Asconius Silius Italicus was een Romeins politicus, succesvol zakenman en episch dichter uit de 1e eeuw na Chr.

## Biografische gegevens
Silius Italicus werd geboren in 25/26 na Chr. Hij begon zijn politieke carrière onder keizer Nero, en werd consul in 68. Onder Vespasianus was hij stadhouder van Asia, maar hij bracht de rest van zijn leven door in welstand en verborgenheid, rijkelijk gezegend met aardse goederen. Hij koesterde een bijzondere verering voor Vergilius, die hij niet alleen met grote devotie bestudeerde, maar wiens begraafplaats hij bovendien had opgekocht. Hij vierde Vergilius' verjaardag met groter praal dan de zijne.
Toen hij op het einde van zijn leven aan een ongeneeslijke kwaal begon te lijden, verkoos hij zijn leven te beëindigen door geen voedsel meer tot zich te nemen. Silius Italicus overleed op 75-jarige leeftijd op zijn landgoed in Campania, tussen zijn uitgebreide verzameling boeken en kunstwerken.

## Literaire betekenis
Silius' vriend Plinius de Jongere schreef na zijn dood over hem, dat hij gedichten maakte meer met ambachtelijke toewijding dan met inspiratie en talent: moderne critici zijn het met dit oordeel roerend eens.
Silius Italicus is de auteur van het langste epos dat ons uit de Latijnse oudheid bewaard bleef: de 17 boeken Punica, die in 12.200 hexameters het verhaal van de Tweede Punische Oorlog vertellen. 
De historische gegevens ontleent de dichter voornamelijk aan Livius, de epische verstechniek aan zijn grote idool Vergilius, die hij méér navolgt dan zijn vakgenoten uit de keizertijd. Dit houdt in dat hij zich vrij houdt van maniërisme en retoriek, maar daardoor wel vaak platgetreden paden bewandelt. Zijn verzen missen echter de menselijkheid, de suggestiviteit en de grandeur van zijn model.
Tussen Vergilius' mythologische epos Aeneïs en Lucanus' historische Pharsalia kan men Silius' Punica als een tussenvorm beschouwen. Het werk beschrijft wel een historische episode, maar dan van drie eeuwen terug, terwijl voor Lucanus de strijd van Caesar en Pompejus nog te actueel was om bijvoorbeeld het epische godenapparaat te kunnen inschakelen. Silius daarentegen maakt gretig gebruik van de mogelijkheden die de Aeneïs als mythische voorafbeelding van de Punische oorlogen bood. Zo is bijvoorbeeld Juno, net als in de Aeneïs, nog steeds de aartsvijand van Rome, terwijl Venus zich in de strijd mengt om de Romeinen te helpen.

## In Nederlandse vertaling
- Silius Italicus, Hannibals oorlog, vert. Piet Schrijvers, 2023. ISBN 9789025316174 (ruime selectie uit de Punica)